# A. R. Rahman
Allah Rakha Rahman (en tàmil அல்லா ரக்கா ரஹ்மான், de veritable nom A. S. Dileep Kumar, però conegut artísticament com A. R. Rahman) (Madràs, 6 de gener de 1966) és un músic indi, compositor de bandes sonores, productor musical i cantant. Les seves composicions es caracteritzen pel fet de barrejar sonoritats tradicionals del sud de l'Índia amb el sintetitzador, la música clàssica occidental i ritmes jazz, reggae i rock. Va començar a fer música de pel·lícules als principis dels anys noranta i ràpidament es va convertir en un dels compositors més coneguts i respectats de la indústria cinematogràfica índia, sent anomenat per la premsa "el Mozart de Madràs" o "el John Williams indi". El seu prestigi va depassar les fronteres als anys 2000, quan va compondre la banda sonora de Slumdog Millionaire, per la qual va guanyar dos Oscars. Rahman ha treballat amb poetes i lletristes indis com Javed Akhtar, Gulzar, Vairamuthu o Vaali, ha col·laborat en diversos musicals teatrals i es dedica igualment a fer concerts.

## Biografia
Dileep Kumar va néixer al si d'una família de músics tàmils i va començar a aprendre el piano als quatre anys. El seu pare, R. K. Shekhar, era director d'orquestra i componia música per a pel·lícules en malaiàlam. Quan Dileep tenia nou anys, el seu pare va morir, i la responsabilitat de mantenir la família va recaure sobre seu. Així, a l'edat d'onze anys va deixar l'escola i va començar a fer actuacions amb un grup com a teclista. Va dedicar-se a viatjar per tot el món formant part de diverses orquestres i va acompanyar, per exemple, al gran mestre de tabla Zakir Hussain en unes quantes gires mundials. Durant aquest període tocava el piano, el sintetitzador, l'harmònium i la guitarra. El seu interès particular pel sintetitzador diu que prové del fet que és la "combinació ideal entre música i tecnologia".
Va obtenir una beca al Trinity College de Música de la Universitat d'Oxford, on va estudiar la música clàssica occidental i va obtenir una llicenciatura. L'any 1987, va posar-se a treballar per a la televisió i la publicitat, component més de 300 jingles durant cinc anys, així com música per a documentals i diversos programes. El 1989 va crear un petit estudi de gravació anomenat Panchathan Inn, que més tard es convertiria en un dels estudis més ben equipats i avançats de tota l'Índia. A aquesta època, a causa d'una crisi personal, Dileep es va convertir al sufisme i es va fer anomenar a partir d'aleshores A. R. Rahman.
El 1992, durant un lliurament de premis per a la publicitat, Rahman va conèixer a un dels directors de cinema més famosos de l'Índia, Mani Ratnam i li va fer escoltar algunes mostres de la seva música. Mani va quedar seduït i li va demanar que compongués la música per a la seva pròxima pel·lícula, Roja. A partir d'aleshores va escriure diversos grans èxits per a pel·lícules en tàmil; amb aquestes bandes sonores va guanyar el reconeixement en la indústria del cinema tàmil i d'arreu del món per la seva versatilitat estilística incorporant, a la música clàssica occidental, la música carnàtica i tàmil tradicional, la folk, el reggae, el jazz i el rock. El 1995 va compondre la partitura i les cançons de la seva primera pel·lícula en hindi, Rangeela (1995). L'enorme èxit d'aquesta banda sonora va ser seguit per d'altres com les de Bombay (1995), Dil Se.. (1998, on la cèlebre cançó Chaiyya Chaiyya s'inspira d'una melodia devocional sufí, Taal (1999), Zubeidaa (2001) o Lagaan (2001, pel·lícula que va ser nominada pels Oscars del 2002), Swades (2004), Water (producció canadenca de Deepa Mehta, 2005) o Rang De Basanti (2006).
El 2005, Rahman va estendre el seu estudi de gravació Panchathan Inn mitjançant l'establiment d'AM Studios a Kodambakkam, Chennai, creant així l'estudi més avantguardista d'Àsia.
El 2006, va posar en marxa el seu propi segell musical, KM Music.
A partir dels anys 2000 comença a treballar en diverses produccions fora de l'Índia:
el 2003 Rahman va fer la música de la pel·lícula xinesa Warriors of Heaven and Earth, on utilitza la música clàssica xinesa i japonesa; el 2007 va participar en el projecte de Shekhar Kapoor Elizabeth: l'edat d'or. També es troben composicions seves en pel·lícules com Inside Man (de Spike Lee), Lord of War (d'Andrew Niccol), Divine Intervention (del palestí Elia Suleiman) i The Accidental Husband. El 2008 va fer la banda sonora de Slumdog Millionaire, convertint-se en el primer indi que obté un Globus d'Or i dos Premis de l'Acadèmia.
El maig del 2011, el músic anglès Mick Jagger va anunciar la formació d'un nou supergrup, SuperHeavy, format per ell mateix, Dave Stewart, Joss Stone, Damian Marley i A. R. Rahman. El primer àlbum homònim de la banda va sortir a la venda el setembre d'aquell any. En l'àlbum, Jagger canta en la composició de Rahman Satyameva Jayate ("només triomfa la veritat", frase inclosa en l'emblema nacional indi).

## Premis
Rahman ha obtingut, d'entre els premis més prestigiosos:
- 14 Filmfare Awards
- 11 Filmfare Awards South
- 4 National Film Awards
- 2 Oscars
  - Millor banda sonora per Slumdog Millionaire (2009)
  - Millor cançó original per Slumdog Millionaire amb la cançó Jai Ho (2009)
- 2 Premis Grammy
  - Millor cançó escrita per pel·lícula, televisió i mitjà visual per Slumdog Millionaire amb la cançó Jai Ho (2010)
- 1 Premi BAFTA
  - Millor música per Slumdog Millionaire (2009)
- 1 Globus d'Or.
  - Millor banda sonora original per Slumdog Millionaire (2009)